# Joseph Raz
Joseph Raz (Palestina, 21 marzo 1931 – Londra, 2 maggio 2022) è stato un filosofo israeliano.
Specializzato in filosofia del diritto, è considerato tra i massimi esponenti del positivismo giuridico contemporaneo.

## Biografia
Joseph Zaltsman nacque in Palestina il 21 marzo 1939 da un padre elettricista e una madre infermiera. Laureatosi in Giurisprudenza presso la Hebrew University di Gerusalemme nel 1963, compì la pratica legale in Israele dal 1962 al 1964 con il giudice Zusman e con Mr. Telo. Nel 1963 ottenne di cambiare il suo cognome legalmente in Raz. Conseguì il dottorato nel 1967 all’Università di Oxford sotto la supervisione del filosofo del diritto britannico Herbert L.A. Hart, di cui fu il più noto allievo. Fu proprio all’Università di Oxford, dove già nel 1972 gli fu offerto un posto da senior lecturer, che Joseph Raz trascorse la maggior parte della sua carriera accademica. Joseph Raz è morto a Londra il 2 maggio 2022, all’età di 83 anni.

## Pensiero
Joseph Raz è considerato uno dei maggiori esponenti del positivismo giuridico esclusivo. Secondo questa teoria, la validità delle norme giuridiche non dipende da giustificazioni morali o etiche, ma è basata esclusivamente su determinati fatti sociali. In particolare, Raz ha elaborato la cosiddetta «source thesis», secondo la quale ogni norma deve essere «basata su una fonte». Ciò significa che l'esistenza e il contenuto di una norma possono essere identificati solo facendo riferimento a fatti sociali, senza ricorrere a nessun tipo di argomento valutativo. In altre parole, la validità di una legge dipende solo dalla sua origine formale e dalle fonti che l'hanno prodotta, e non dal suo contenuto morale o etico.
La teoria giuridica di Raz si fonda su una precisa condizione di autorità. Egli, infatti, è convinto che la legge per sua natura, si presenti come un'autorità pratica, e non soltanto teoretica, poiché essa indica agli individui come agire e non cosa credere. Secondo Raz, perché una determinata «autorità» possa essere considerata pratica, anzitutto le decisioni o le direttive emesse dall'autorità devono dipendere dalle ragioni che avrebbero guidato l'azione degli individui in assenza di interventi da parte dell'autorità o comunque devono presupporle. Inoltre le decisioni o le direttive emanate dall'autorità non si devono aggiungere alle ragioni che avrebbero guidato il comportamento degli individui in assenza di un intervento da parte dell'autorità, ma devono sostituirle. In altre parole, l'autorità deve fornire un'alternativa alle ragioni che avrebbero guidato gli individui, anziché aggiungere un nuovo set di ragioni. Infine, un’autorità è pratica se agisce come mediatore tra le ragioni sottostanti e le azioni da compiere sulla base di queste ragioni. Un'autorità non è efficace se si limita a dare indicazioni vaghe come "fare ciò che è giusto" o "segui la morale": per trarre vantaggio dalle decisioni di un'autorità, i cittadini devono riuscire a determinarne l'esistenza e il contenuto attraverso metodi che non richiedono di sollevare le stesse questioni che l'autorità è chiamata a risolvere. È in questo senso che Raz concepisce l’autorità come «servizio».
Nei suoi ultimi lavori, Joseph Raz ha combinato il suo interesse per la filosofia del diritto con quello della filosofia politica. La sua riflessione si inserisce nella tradizione del pensiero politico liberale e lo ha fatto emergere come uno dei principali rappresentanti del cosiddetto perfezionismo liberale. In particolare, Raz ha sviluppato la sua visione sulla relazione tra l'autonomia individuale e l'intervento statale per la preservazione delle forme sociali più importanti (ad esempio, il matrimonio monogamo). Egli sostiene che tale intervento, lungi dal limitare l'autonomia individuale, la rafforza, dal momento che l'autonomia è priva di valore quando gli individui la utilizzano per perseguire scopi insignificanti o illeciti. Tuttavia, Raz ritiene che lo Stato debba limitarsi a vietare solo i comportamenti immorali che comportano conseguenze dannose.

## Opere principali
- The Concept of Legal System, Oxford University Press (London, 1970), trad. it. a cura di Paolo Comanducci, Il concetto di sistema giuridico, Il Mulino (Bologna, 1977)
- Authority, Law and Morality, Oxford University Press (London, 1979), trad. it. Autorità, diritto e morale in A. Schiavello, V. Velluzzi (a cura di), Il positivismo giuridico contemporaneo. Una antologia, Giappichelli (Torino, 2005)
- The Morality of Freedom, Oxford University Press (London, 1986)
- Value, Respect and Attachment, Cambridge University Press (2001), trad. it. a cura di Francesco Belvisi, I valori fra attaccamento e rispetto, Diabasis (Reggio Emilia, 2003)